# Тариату-Чулуту
Тариату-Чулуту — вулканическое поле находящиеся на северо-востоке Монголии в 250 км от Улан-Батора. Расположено на высоте 2400 м.

## Описание
Тариату-Чулуту располагается на базальтовых лавах Байкальской рифтовой зоны. Лавовые потоки имеют четыре возраста от миоцена до голоцена, они образуют террасы вдоль реки Чулуту, плейстоценовые базальты образуют 40-60 метровые террасы в бассейне Тариату. На западе этого  вулканического поля находятся шесть шлаковых конусов, включая вулкан Хорго и Дзан Тологай. 
Лава, извергавшаяся из вулкана Хорго, перекрыла реку Чулуту. При этом образовалось озеро Тэрхийн-Цагаан-Нуур.